# ماتي باي
ماتي باي (بالسويدية: Matti Bye)‏ هو ملحن وموسيقي وعازف بيانو سويدي، ولد في 25 يوليو 1966 في ستوكهولم في السويد.

## وصلات خارجية
- ماتي باي على موقع IMDb (الإنجليزية)
- ماتي باي على موقع ألو سيني (الفرنسية)
- ماتي باي على موقع ميوزك برينز (الإنجليزية)
- ماتي باي على موقع أول موفي (الإنجليزية)
- ماتي باي على موقع قاعدة بيانات الأفلام السويدية (السويدية)
- ماتي باي على موقع أول ميوزيك (الإنجليزية)
- ماتي باي على موقع ديسكوغز (الإنجليزية)
- ماتي باي على موقع قاعدة بيانات الفيلم (الإنجليزية)
- ماتي باي على موقع كينوبويسك (الروسية)